# Sigutė Jakštonytė
Sigutė Jakštonytė (* 1956 in Alytus) ist eine litauische Diplomatin und Juristin.

## Leben
Nach dem Abitur an der 2. Mittelschule Alytus absolvierte sie 1979 das Diplomstudium an der Vilniaus universitetas. Von 1999 bis 2000 studierte sie an der Oxford University (UK). Von 1979 bis 1984 arbeitete sie als Oberkonsultantin im sowjetlitauischen Justizministerium, von 1984 bis 1989 Referentin der Unterabteilung für Verwaltung und Recht des Ministerrats Sowjetlitauens, von 1989 bis 1991 in der Abteilung für Wirtschaftsbeziehungen Litauischer Regierung, ab 1992 im Außenministerium Litauens, von 2002 bis 2008 Botschafter in Kanada, ab 2008 in Malaysia.

## Quelle
- Sigutė Jakštonytė (LR URM inf.)
- CV

| Personendaten    | Personendaten                      |
| ---------------- | ---------------------------------- |
| NAME             | Jakštonytė, Sigutė                 |
| KURZBESCHREIBUNG | litauische Diplomatin und Juristin |
| GEBURTSDATUM     | 1956                               |
| GEBURTSORT       | Alytus                             |